# Мечеть Хаджи Али

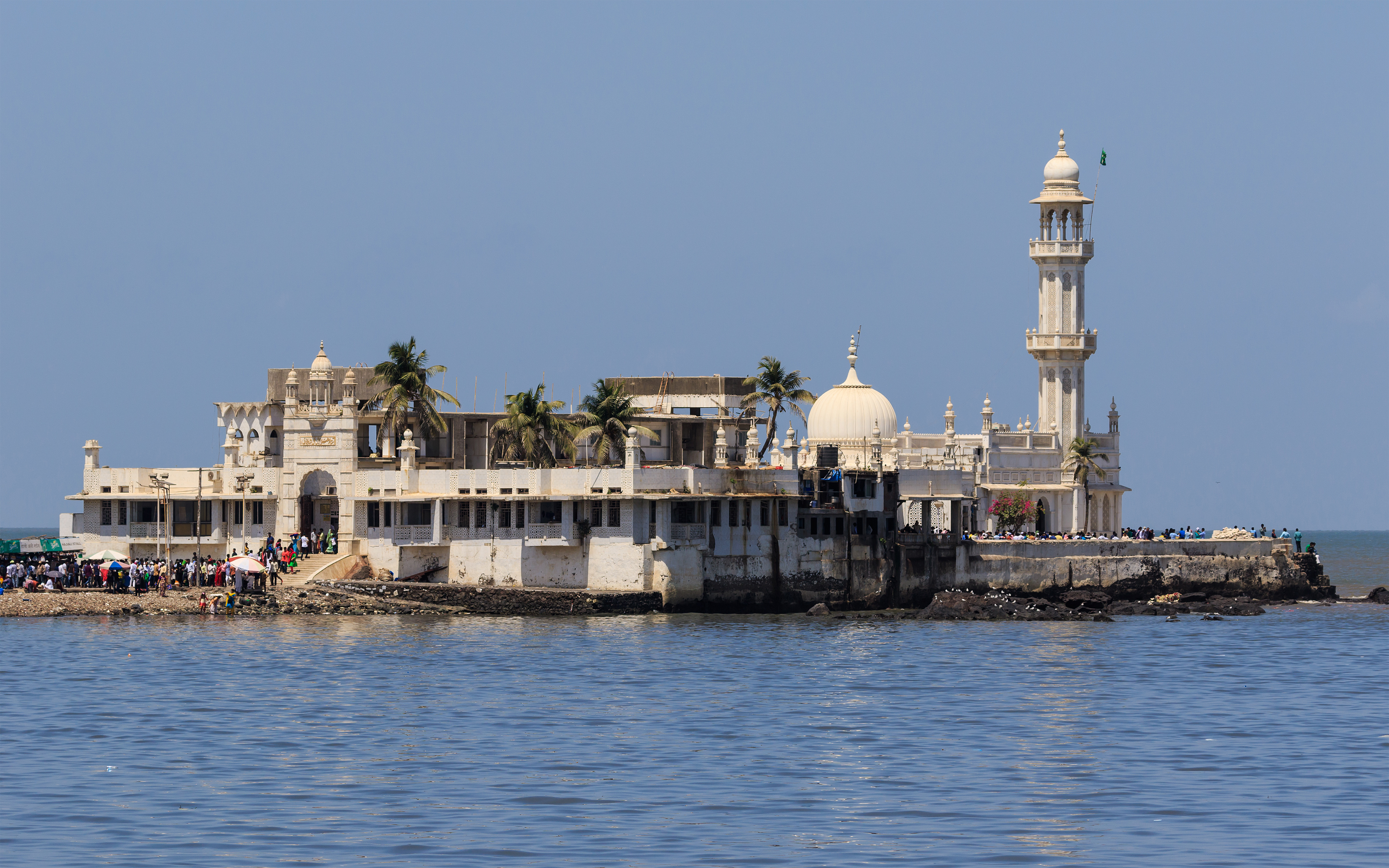
Мечеть Хаджи Али

Мечеть Хаджи́ Али́ (Язык хинди: हाजी अली दरगाह) (Язык урду: حاجی علی درگہ) — мечеть и дарга (могила), расположенная на островке недалеко от берега Ворли в Мумбаи. Является одним из самых распознаваемых ориентиров Мумбаи. Место поклонения индийцев-суннитов.

## История
Мечеть была построена в 1431 году богатым мусульманским торговцем и святым по имени Хаджи Али, который отказался от всего своего мирского имущества, прежде, чем сделать паломничество в Мекку. По легенде, до Мекки он так и не доплыл; потом его тело в раке везли обратно. Считается, что на том месте, где он погребён, и стоит эта самая мечеть.
40 000 паломников посещают святыню по четвергам и пятницам.

## Архитектура
Комплекс стоит на острове, связанном с побережьем узкой дорогой, которая доступна для перехода только во время отливов.

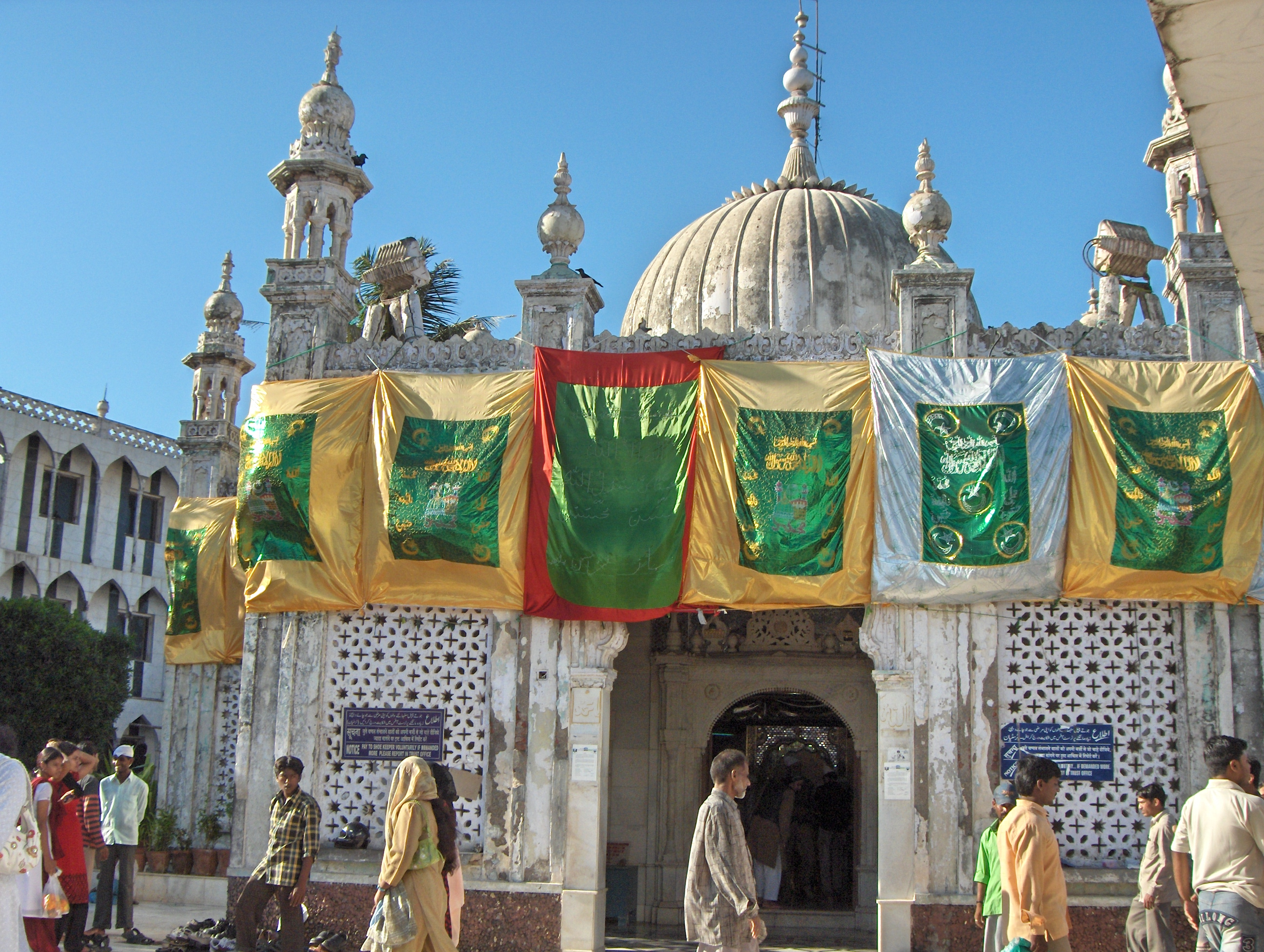
Мечеть на месте могилы

Комплекс занимает область 4 500 метров, архитектурная доминанта — это минарет высотой 26 м. Могила в пределах мечети покрыта красно-зеленой парчой, в обрамлении из серебра. Главный зал украшен мраморными столбами с цветным стеклом. Также на столбах написаны Девяносто девять имен Аллаха.
Большая часть структуры комплекса разъедается солевыми ветрами, дующих от окружающего моря. Последнее восстановление проходило в 1960-х, но инженеры-строители говорят, что структура не подлежит ремонту.
Сейчас ведутся переговоры по поводу того, что бы срыть комплекс и на его месте поставить новый, всё восстановить, а мрамор взять той же самой породы, из которого сделан Тадж Махал.